# Belval-Université vasútállomás
Belval-Université vasútállomás Luxemburgban, Esch-sur-Alzette településen található.

## Vasútvonalak
Az állomást az alábbi vasútvonalak érintik:
- Esch–Athus-vasútvonal

## Kapcsolódó állomások
A vasútállomáshoz az alábbi állomások vannak a legközelebb:
- Belval-Rédange vasútállomás
- Esch-sur-Alzette vasútállomás